# Oxacis geniculata
Oxacis geniculata is een keversoort uit de familie schijnboktorren (Oedemeridae). De wetenschappelijke naam van de soort is voor het eerst geldig gepubliceerd in 1877 door Chevrolat.